# Krzysztof Kubica
Krzysztof Kubica (ur. 25 maja 2000 w Żywcu) – polski piłkarz występujący na pozycji pomocnika w  Bruk-Bet Termalica Nieciecza.  
Wychowanek Koszarawy Żywiec, w trakcie swojej kariery grał także w takich zespołach, jak Czarni-Góral Żywiec, Chrobry Głogów, Górnik Zabrze czy Motor Lublin. Reprezentant Polski do lat 21.